# Luis B. Cano Castellanos
Luis Beltrán Cano Castellanos (1 de octubre de 1887-12 de noviembre de 1972), fue un militar mexicano que participó en la Revolución mexicana. Nacido en Atotonilco el Alto, Jalisco el 1 de octubre de 1887. Paso a cursar sus estudios de escuela primaria en San Juan de los Lagos y después estudio teneduría de libros y farmacia, dedicándose a esta última profesión en las ciudades de Atotonilco, San Juan de los Lagos y en Zamora, Michoacán. En 1907 ingresa a la Escuela Militar de Aspirantes, en donde se le distinguió con el nombramiento de Aspirante de Primera y poco después fue ascendido a Cabo. El 11 de agosto de 1908 se le expidió su rango de Subteniente y se incorporó al 22 Batallón de la Compañía de Sonora. El 28 de agosto lo radican en Ures y el 28 de noviembre lo asignan como Comandante en el Destacamento de Mazatán, región que era asediada con frecuentes ataques de los yaquis. El 19 de abril de 1909 se le incorpora a la guarnición de la plaza en Hermosillo.
En 1911, bajo el mando del general Pedro Ojeda manejó la ametralladora que atacó a fuerzas Maderistas, las cuales tenían tomada la población de San Rafael en Ures. Esta batalla es reconocida como una de las más sangrientas de la Revolución Mexicana.
Fue galardonado con la medalla Campaña del Yaqui, combatió en la Revolución Mexicana con la Brigada Ángeles leales a las fuerzas del general Pancho Villa. Fue también instructor de las tropas del general Álvaro Obregón situadas en Hermosillo. A los 27 años de edad obtiene el rango de Coronel.
Viéndose perseguido por el general Martín Triana quien amenazó con fusilarlo por supuestas intrigas entre los generales villistas, huye a refugiarse a los Estados Unidos. Años después regresa a México por petición del general Álvaro Obregón.
Casado con la señorita Josefina Ávila Hazard se establece en la ciudad de Hermosillo y procrea 4 hijos. Muere el 12 de noviembre de 1972 a la edad de 85 años.